# Eryk Anders
Eryk Anders (Filipinas, 21 de abril de 1987) é um lutador estadunidense de artes marciais mistas, que atualmente compete na divisão peso-médio. Também é ex-jogador de futebol americano universitário, pelo Alabama Crimson Tide, da Universidade do Alabama.

## Antecedentes
Anders nasceu em uma base da Força Aérea dos Estados Unidos, nas Filipinas, onde sua mãe morava na época. Quando Anders era estudante do segundo ano no ensino médio, mudou-se para San Antonio, Texas, onde jogou futebol americano pelo Smithson Valley High School.
Depois de se formar no Smithson Valley High School, Anders entrou na Universidade do Alabama, em 2006. De 2006 a 2009, Anders jogou para o Crimson Tide como um linebacker, fazendo 14 jogos em sua temporada sénior. Sua carreira no Alabama culminou com uma vitória no Campeonato Nacional BCS de 2009, contra o Texas Longhorns, um jogo no qual ele liderou a Crimson Tide com sete tackles e um fumble forçado.
Após a faculdade, ele assinou um contrato (sendo agente livre) com o Cleveland Browns, do NFL. Ele também teve participação na Canadian Football League e na Arena Football League, antes de começar sua carreira nas artes marciais mistas.

## Carreira no MMA

### Início de carreira
Anders começou sua carreira no MMA em 2012 como amador, fazendo 22 lutas amadoras, antes de sua estreia no MMA profissional, contra Josh Rasberry, em 22 de agosto de 2015, no Strike Hard Productions. Ele derrotou Rasberry em apenas 40 segundos por TKO.
Em sua segunda luta profissional, ele derrotou Demarcus Sharpe por decisão unânime.
Anders derrotou Garrick James por TKO.
Anders venceu Dekaire Sanders por finalização, com um mata-leão.
Na sua quinta luta profissional, ele derrotou Jesse Grun por TKO (socos).

### Bellator MMA
Anders fez sua estreia no Bellator em 21 de outubro de 2016, derrotando Brian White por TKO em 23 segundos.

### Legacy Fighting Alliance
Anders juntou-se ao Legacy Fighting Alliance. Ele derrotou Jon Kirk por TKO, no LFA 6: Junior vs. Rodriguez, em 10 de março de 2017.
Em 23 de junho de 2017, Anders lutou pelo Cinturão Peso-Médio do Legacy Fighting Alliance. Ele derrotou Brendan Allen por decisão unânime (49-46), ganhando o título.

### Ultimate Fighting Championship
Anders fez sua estreia no UFC contra Rafael Natal, no UFC on FOX 25, substituindo Alessio di Chirico à curto prazo, que foi forçado a retirar-se da luta devido a uma lesão no pescoço. Ele ganhou a luta por nocaute no primeiro round.
Anders enfrentaria John Phillips, em 9 de dezembro de 2017, no UFC Fight Night 123. No entanto, Phillips foi retirado do card e foi substituído pelo recém-chegado na promoção, Markus Perez. Anders ganhou a luta por decisão unânime.
Anders enfrentará Lyoto Machida, em 3 de fevereiro de 2018, no UFC Fight Night 125.

## Campeonatos e realizações
- Legacy Fighting Alliance
  - Campeão Peso-Médio do LFA (Uma vez)

## Cartel no MMA
| Cartel no MMA   |             |            |
| 22 lutas        | 14 vitórias | 7 derrotas |
| Por nocaute     | 8           | 1          |
| Por finalização | 1           | 1          |
| Por decisão     | 5           | 5          |
| No contest      | 1           | 1          |

| Res.    | Cartel   | Oponente            | Método                                   | Evento                                | Data       | Round | Tempo | Local                  | Notas                                                 |
| ------- | -------- | ------------------- | ---------------------------------------- | ------------------------------------- | ---------- | ----- | ----- | ---------------------- | ----------------------------------------------------- |
| Derrota | 14–7 (1) | Jun Yong Park       | Decisão (dividida)                       | UFC Fight Night: Holm vs. Vieira      | 21/05/2022 | 3     | 5:00  | Las Vegas, Nevada      |                                                       |
| Derrota | 14-6 (1) | André Muniz         | Finalização (chave de braço)             | UFC 269: Oliveira vs. Poirier         | 11/12/2021 | 1     | 3:33  | Las Vegas, Nevada      |                                                       |
| Vitória | 14-5 (1) | Darren Stewart      | Decisão (unânime)                        | UFC 263: Adesanya vs. Vettori         | 12/06/2021 | 3     | 5:00  | Glendale, Arizona      |                                                       |
| NC      | 13-5 (1) | Darren Stewart      | Sem Resultado (Joelhada ilegal)          | UFC Fight Night: Edwards vs. Muhammad | 13/03/2021 | 1     | 4:37  | Las Vegas, Nevada      | Anders acertou uma joelhada ilegal no primeiro round. |
| Derrota | 13-5     | Krzysztof Jotko     | Decisão (unânime)                        | UFC on ESPN: Overeem vs. Harris       | 16/05/2020 | 3     | 5:00  | Jacksonville, Flórida  |                                                       |
| Vitória | 13-4     | Gerald Meerschaert  | Decisão (dividida)                       | UFC Fight Night: Joanna vs. Waterson  | 12/10/2019 | 3     | 5:00  | Tampa, Flórida         | Retornou aos Médios.                                  |
| Vitória | 12-4     | Vinicius Moreira    | Nocaute Técnico (socos)                  | UFC on ESPN: Ngannou vs. dos Santos   | 29/06/2019 | 1     | 1:18  | Minneapolis, Minnesota | Performance da noite.                                 |
| Derrota | 11-4     | Khalil Rountree Jr. | Decisão (unânime)                        | UFC 236: Holloway vs. Poirier 2       | 13/04/2019 | 3     | 5:00  | Atlanta, Geórgia       | Retornou aos Meio-Pesados.                            |
| Derrota | 11-3     | Elias Theodorou     | Decisão (dividida)                       | UFC 231: Holloway vs. Ortega          | 08/12/2018 | 3     | 5:00  | Toronto, Ontario       | Retornou aos Médios.                                  |
| Derrota | 11-2     | Thiago Santos       | Nocaute Técnico (interrupção do árbitro) | UFC Fight Night: Santos vs. Anders    | 22/09/2018 | 3     | 5:00  | São Paulo              | Estreia nos Meios Pesados; Luta da Noite.             |
| Vitória | 11-1     | Tim Williams        | Nocaute (chute na cabeça)                | UFC Fight Night: Gaethje vs. Vick     | 25/08/2018 | 3     | 4:42  | Lincoln, Nebraska      | Performance da Noite.                                 |
| Derrota | 10-1     | Lyoto Machida       | Decisão (dividida)                       | UFC Fight Night: Machida vs. Anders   | 03/02/2018 | 5     | 5:00  | Belém                  |                                                       |
| Vitória | 10-0     | Markus Perez        | Decisão (unânime)                        | UFC Fight Night: Swanson vs. Ortega   | 09/12/2017 | 3     | 5:00  | Fresno, Califórnia     |                                                       |
| Vitória | 9-0      | Rafael Natal        | Nocaute (socos)                          | UFC on Fox: Weidman vs. Gastelum      | 22/07/2017 | 1     | 2:54  | Uniondale, Nova Iorque |                                                       |
| Vitória | 8-0      | Brendan Allen       | Decisão (unânime)                        | LFA 14: Allen vs. Anders              | 23/06/2017 | 5     | 5:00  | Houston, Texas         | Ganhou o Cinturão Peso-Médio Inaugural do LFA.        |
| Vitória | 7-0      | Jon Kirk            | Nocaute Técnico (socos)                  | LFA 6: Junior vs. Rodriguez           | 10/03/2017 | 1     | 1:35  | San Antonio, Texas     | Peso-casado (190 lbs).                                |
| Vitória | 6-0      | Brian White         | Nocaute Técnico (socos)                  | Bellator 162                          | 21/10/2016 | 1     | 0:23  | Memphis, Tennessee     |                                                       |
| Vitória | 5-0      | Jesse Grun          | Nocaute Técnico (socos)                  | Valor Fights 37: Grun vs. Anders      | 27/08/2016 | 1     | 3:18  | Cleveland, Tennessee   |                                                       |
| Vitória | 4-0      | Dekaire Sanders     | Finalização (mata leão)                  | V3 Fights: Sanders vs. Anders         | 18/06/2016 | 1     | 0:33  | Memphis, Tennessee     |                                                       |
| Vitória | 3-0      | Garrick James       | Nocaute Técnico (socos)                  | Strike Hard Productions 42            | 14/05/2016 | 3     | 4:07  | Tuscaloosa, Alabama    |                                                       |
| Vitória | 2-0      | Demarcus Sharpe     | Decisão (unânime)                        | SFC - Southern Explosion 1            | 20/10/2015 | 3     | 5:00  | Montgomery, Alabama    |                                                       |
| Vitória | 1-0      | Josh Rasberry       | Nocaute Técnico (socos)                  | Strike Hard Productions 40            | 22/08/2015 | 1     | 0:40  | Tuscaloosa, Alabama    | Estreia no peso-médio.                                |